# Весенний (Ростовская область)
Весе́нний — посёлок в Тарасовском районе Ростовской области.
Входит в состав Красновского сельского поселения.

## История
В 1987 году указом Президиума Верховного Совета РСФСР Посёлку третьего отделения Тарасовского зерносовхоза присвоено наименование Весенний.

## Население
| 2010 |
| ---- |
| 486  |

## Улицы
| - ул. 13 Героев, - ул. Кировская, - ул. Ленина, - ул. Луговая, - ул. Молодёжная, | - ул. Октябрьская, - ул. Первомайская, - ул. Рабочая, - ул. Садовая, - ул. Строителей. |